# Hlavati András
Hlavati András (Esztergom, 1961. február 27. –) ifjúsági világbajnok, felnőtt világbajnoki ezüstérmes és kétszeres Európa-bajnoki ezüstérmes súlyemelő, sport- és gyógymasszőr, testépítő edző, az Amazon Fitness cégtulajdonos ügyvezetője, személyi edző.

## Sportpályafutása
Sportkarrierje 12 éves korában kezdődött Lábatlanban, ahol a Zalka Máté lakótelepen édesapja által készített súlyokat emelt, itt fedezte fel Sinkovics Ferenc, aki később a  Budapesti Honvédban (BHSE) a klubtársa lett. Első edzője Sebestyén István volt a Lábatlani Cementgyár edzőtermében (LSC). 1977-től a Budapesti Honvéd igazolt súlyemelője és sportinstruktora, edzője Ádám László, majd Horváth József. A válogatott csapatban 1979-től 1986-ig Csitneki Péter, Ambrus László és Id. Orvos András volt az edzője. 
Sportpályafutása során 18 érmet szerzett különböző világversenyeken, számos országos csúcs fűződik a nevéhez. Az első ifjúsági korú súlyemelő Magyarországon (20 év alatt) aki 200 kg-ot lökött (Varsó, 1980. október 9.) Többszörös ifjúsági és felnőtt magyar bajnok.
Világversenyeken elért eredményei: 1979 Ifjúsági Barátság Verseny Phenjan (Észak-Korea) szakításban ezüstérem (142,5 kg), lökésben bronzérem (170 kg), összetettben (312,5 kg) bronzérem; 1980 Ifjúsági Világbajnokság Montreal szakítás 2. hely (160 kg), lökés 3. hely (185 kg), összetett (345 kg 3. hely); 1980 Ifjúsági Eb San Marino szakítás 2. hely (157,5 kg), lökés 3. hely (197,5 kg), összetett 3. hely (355 kg); 1981 Ifjúsági VB Lignano szakításban aranyérem, ifjúsági világ és Európa-csúccsal (176,5 kg), lökés bronzérem (202,5 kg), összetett bronzérem (377,5kg); 
Felnőtt világversenyek: 1981 Világbajnoki és Európa-bajnoki ezüstérem szakításban új Ifjúsági világ- és Európa-csúccsal (kisnehézsúly, 177,5 kg), 1984 Európa-bajnoki ezüstérem szakításban (180 kg)